# Agence de presse d'État d'Azerbaïdjan
 (novembre 2022).
 (décembre 2022).
L'Agence de presse d'Etat d'Azerbaïdjan (AZERTAC) est l'agence de presse officielle de la République d'Azerbaïdjan. Elle servait d'outil de propagande sous l'ère soviétique, sous le nom d'Azerinform, obéissant aux ordres de Moscou ; elle perpétue dans la République indépendante d'Azerbaïdjan des méthodes de travail du temps elle était un organe de l'agence de presse soviétique Tass.
L’Agence de presse d’État d’Azerbaïdjan publie les informations officielles concernant la politique, l’économie, l’éducation, la science, la culture, la santé, le sport et l’environnement dans huit langues : azéri, russe, anglais, français, allemand, espagnol, arabe et chinois. Elle est « la seule source d’informations officielles destinée aux médias nationaux et étrangers »[source secondaire nécessaire].
Aslan Aslanov est directeur général de l'agence depuis 2002 et président du conseil d'administration depuis le 15 mars 2018.

## Histoire
AZERTAC est créée le 1er mars 1920. Au cours de la période soviétique, l'agence porte divers noms. Après la restauration de l'indépendance de l'Azerbaïdjan en 1991, son nom est restauré. En 1995-2000, l'agence est nommée Agence télégraphique d’État sous le Cabinet des ministres, puis rebaptisée Agence télégraphique d’État d'Azerbaïdjan. Le 26 février 2015 le président Ilham Aliyev signe un ordre visant à renommer l'Agence de télégraphie d’État d'Azerbaïdjan (AZERTAC).

### Histoire internationale
AZERTAC devient membre de l'Organisation des agences de presse pour l'Asie-Pacifique (OANA) en 2004[source secondaire souhaitée]. L’Agence est considérée comme l’un des fondateurs de l’Association des agences nationales d’information des pays participant à la Communauté d’États indépendants, de l’Association des agences de presse des pays turcophones et de l’Association des agences de presse nationales des pays participant à la Organisation de coopération économique de la mer[réf. nécessaire]. 
Au cours des années 2010-2013, l'agence préside à l'Organisation de coopération économique de la mer Noire[réf. nécessaire].
Lors de la 15e assemblée générale de l'OANA, tenue à Moscou en septembre 2013, AZERTAC est élue vice-présidente de l'organisation. Lors de la même réunion tenue au scrutin secret entre les agences membres, l'Agence de presse d'Etat d'Azerbaïdjan a reçu le droit de présider l'OANA en 2016-2019. 
Le 20 novembre 2013, au 4ème Congrès mondial des agences de presse, tenu à Riyad, capitale de l'Arabie saoudite, avec la participation de plus de soixante-dix structures de médias du monde, leaders d'alliances d'informations OANA, EANA, FANA, IINA, des structures médiatiques telles que Sky News Arabia, le Los Angeles Times, le Guardian, BBC et des sociétés Internet telles que MSN, Google et Yahoo AZERTAC ont été élues à la présidence du conseil pour 2016-2019. Dans le même temps, il a été décidé de tenir le 5ème Congrès mondial des agences de presse en Azerbaïdjan. Lors de l'une des réunions de Bakou, les postes de président et de vice-président des agences de presse du Conseil mondial ont été créés pour la première fois.
Les 16 et 17 novembre 2016, le 5e Congrès mondial des agences de presse s'est tenu à Bakou avec le soutien organisationnel de la Fondation Heydar Aliyev et d'AZERTAC. Ilham Aliyev a participé à la cérémonie d'ouverture conjointe du 5ème Congrès et de la 16ème Assemblée générale de l'OANA. Le slogan du congrès de Bakou était «Nouveaux défis pour les agences de presse». Au cours du congrès, des discussions ont eu lieu sur les thèmes suivants: «L'avenir de la consommation d'informations», «Innovations des agences de presse», «Les agences de presse - Défis et opportunités des nouvelles technologies et des médias sociaux», «Formation des journalistes pour l'avenir du multimédia» et «Protéger la mission des journalistes: liberté, accessibilité, sécurité et zones de conflit».